# Нели
Корнел Ајрал Хејнс Млађи (енгл. Cornell Iral Haynes Jr., 2. новембар 1974), познатији као Нели (енгл. Nelly), амерички је репер, певач, текстописац и глумац. Једне од његових најпознатијих песама су „Hot in Herre”, „Dilemma” (са Кели Роуланд) и „Just a Dream”. Нелијеви албуми су доживљавали велике успехе и високе позицији на топ-листама широм света. Добитник је награде Греми у три категорије. Појављивао се у неколико филмова и телевизијских серија као што су Место злочина: Њујорк и Беверли Хилс, 90210: Следећа генерација.

## Каријера
Корнел Ајрал Хејнс Млађи је рођен у Остину, Тексас од оца Корнела Хејнса и мајке Ронде Мак. Док је био у средњој школи, са пријатељима је оформио музичку групу Сент лунатикс са којом се прославио песмом „Gimme What Ya Got” 1997. године. Након што су се сложили да Нели започне соло каријеру, 1999. године потписује уговор са дискографском кућом Јуниверсал мјузик груп са којим је од самог почетка имао успеха.
Његов први албум Country Grammar издат је 2000. године, а закључно са 21. јулом 2016. године, добио је десет платинумских сертификата од стране RIAA. Албум Nellyville, издат две године касније, достигао је прво место на Билбордовој топ 200 листи музичких албума. Песме „Hot in Herre” и „Dilemma” су доспеле до 1. места Билборд хот 100 листе.
Дана 14. септембра 2004. године, Нели је објавио два студијска албума, Sweat и Suit, урађени већински у р'н'б стилу. Неколико песама са тих албума су постале хитови. Маја 2010. године албум 5.0 је објављен. Најпознатији сингл са тог албума је остала песма „Just a Dream”. Године 2013. са албума M.O. најзвучнија песма је била „Hey Porsche”.
Нели је паралелно са музичком посвећивао пажњу и глумачкој каријери, имао је неколико епизодних улога у серијама као што су Место злочина: Њујорк и Беверли Хилс, 90210: Следећа генерација и учествовао је у многим телевизијским емисијама, у некима као водитељ.
У октобру 2017. године оптужен је за силовање.

## Дискографија
Студијски албуми
- Country Grammar (2000)
- Nellyville (2002)
- Sweat (2004)
- Suit (2004)
- Brass Knuckles (2008)
- 5.0 (2010)
- M.O. (2013)